# Karla Monroig
Karla Monroig (Guayama, Puerto Rico 1979. március 5. –) Puerto Ricó-i színésznő. 
Főként telenovellákban szerepel.

## Élete
Karrierjét modellként és riporterként kezdte. 2004-ben kapta meg első szerepét A liliomlány című telenovellában. 2007-ben kapta meg első főszerepét a Dueña y Señora című telenovellában.
Ő a védnöke a Dominikai Köztársaság Krisztus Árvaháznak, valamint a Puerto Ricó-i Down-kóros Alapítványnak.
2008. november 28-án Las Vegasban, titokban hozzáment Tommy Torres Puerto Ricó-i énekeshez.
2012. július 27-én megszületett kislánya, Amanda Zoé.

## Filmográfia

### Telenovellák
| Év          | Eredeti cím         | Cím               | Szerep                        | Magyar hang   |
| ----------- | ------------------- | ----------------- | ----------------------------- | ------------- |
| 2005        | Inocente de Ti      | A liliomlány      | Gloria del Junco              |               |
| 2007        | Dueña y Señora      |                   | Adriana Campos / Amanda Soler |               |
| 2008        | Dame Chocalate      |                   | Samantha és Deborah Porter    |               |
| 2008-2009   | El Rostro de Analía | A bosszú álarca   | Isabel Martínez Giraldo       | Dudás Eszter  |
| 2009        | Más sabe el Diablo  | Ördögi kör        | Virgina Dávila                | Dudás Eszter  |
| 2010-2011   | Alguien te mira     |                   | Matilde Larrain               |               |
| 2011 - 2012 | La Casa de al Lado  | Zárt ajtók mögött | Rebeca Arismendi              | F. Nagy Erika |
| 2018        | My Perfect Family   |                   | Camilia Pérez                 |               |
| 2021        | La suerte de Loli   |                   | Rebeca                        |               |

### Filmek
| Év   | Eredeti cím         | Cím | Szerep |
| ---- | ------------------- | --- | ------ |
| 2002 | Más Allá del Limite |     |        |
| 2009 | Hunted by Night     |     | Cari   |

## Fordítás
- Ez a szócikk részben vagy egészben  a   Karla Monroig című spanyol Wikipédia-szócikk fordításán alapul.  Az eredeti cikk szerkesztőit annak laptörténete sorolja fel. Ez a jelzés csupán a megfogalmazás eredetét és a szerzői jogokat jelzi, nem szolgál a cikkben szereplő információk forrásmegjelöléseként.